# Tour Gracias
Tour Gracias fue la octava gira musical de Malú, para promocionar su álbum Gracias. Comenzó en diciembre de 2007 y enero de 2008, debido a los conciertos programados junto a David DeMaría por la ''Gira Carnet Joven''. Sin embargo, no fue hasta el mes de abril cuando se retomó en Madrid, finalizando en octubre del mismo año en Torrejón de Velasco (Madrid). La gira contó con un total de 33 conciertos a lo largo de la geografía española.

## Repertorio
1. Agua de mayo
2. Te conozco desde siempre
3. Diles
4. Enamorada
5. Siempre tú
6. Sin ti todo anda mal/Duele
7. Dame tu alma
8. Desafío
9. Me quedó grande tu amor
10. Por una Vez
11. Aulili
12. En otra parte
13. Aprendiz
14. No voy a cambiar
15. Llanto lloro
16. Malas tentaciones/Ven a pervertirme/No me extraña nada
17. Si estoy loca
18. Toda
19. Como una flor

## Fechas
| Europa                   |                          |        |                                         |
| 27 de diciembre de 2007  | Málaga                   | España | Palacio de Deportes Martín Carpena      |
| 28 de diciembre de 2007  | Punta Umbría             | España | Pabellón municipal de deportes          |
| 29 de diciembre de 2007  | Córdoba                  | España | Palacio de Deportes Vista Alegre        |
| 3 de enero de 2008       | Almería                  | España | Complejo deportivo Rafael Florido       |
| 4 de enero de 2008       | Armilla                  | España | Fermasa Feria de Muestras               |
| 10 de enero de 2008      | Jaén                     | España | IFEJA Ferias Jaén                       |
| 11 de enero de 2008      | Sevilla                  | España | Palacio de Deportes San Pablo           |
| 12 de enero de 2008      | Jerez de la Frontera     | España | Palacio municipal de deportes de Chapín |
| 18 de abril de 2008      | Torrelodones             | España | Casino Gran Madrid                      |
| 20 de abril de 2008      | Hospitalet de Llobregat  | España | Recinto ferial La Farga                 |
| 3 de mayo de 2008        | Arroyo de San Serván     | España | Campo de fútbol de Arroyo de San Serván |
| 10 de mayo de 2008       | Baracaldo                | España | Sala Rock Star Live                     |
| 17 de mayo de 2008       | Andújar                  | España |                                         |
| 22 de mayo de 2008       | Alcantarilla             | España | Recinto de fiestas de Alcantarilla      |
| 21 de junio de 2008      | Badalona                 | España | Palau Olimpic de Badalona               |
| 11 de julio de 2008      | Caudete                  | España | Plaza de Toros de Caudete               |
| 12 de julio de 2008      | Calasparra               | España | Recinto ferial de Calasparra            |
| 18 de julio de 2008      | Melilla                  | España | Auditorium Carvajal                     |
| 25 de julio de 2008      | Munera                   | España |                                         |
| 2 de agosto de 2008      | Pedro Muñoz              | España | Estadio municipal Juande Ramos          |
| 4 de agosto de 2008      | La Coruña                | España | Plaza de María Pita                     |
| 8 de agosto de 2008      | San Juan de los Terreros | España |                                         |
| 10 de agosto de 2008     | Paiporta                 | España | Recinto ferial de Paiporta              |
| 15 de agosto de 2008     | Jódar                    | España | Caseta municipal                        |
| 16 de agosto de 2008     | Motril                   | España | Caseta municipal                        |
| 30 de agosto de 2008     | Las Torres de Cotillas   | España | Plaza Maestro Ángel Palazón             |
| 5 de septiembre de 2008  | Villaseca de la Sagra    | España | Plaza del Ayuntamiento                  |
| 7 de septiembre de 2008  | Moncada                  | España | Plaza de San Jaime                      |
| 8 de septiembre de 2008  | Tarancón                 | España | Centro Escénico San Isidro              |
| 13 de septiembre de 2008 | Alcalá del Río           | España | Caseta municipal                        |
| 19 de septiembre de 2008 | Algemesi                 | España | Plaza de Toros de Algemesí              |
| 4 de octubre de 2008     | El Ejido                 | España | Auditorio municipal de El Ejido         |
| 10 de octubre de 2008    | Torrejón de Velasco      | España | Plaza Ayuntamiento                      |

- Datos: Q24938760